# 桑福德 (密歇根州)
桑福德（英語：Sanford）是位於美國密歇根州密德蘭縣傑羅姆鎮區的一個村。

## 人口
根據2020年美國人口普查的數據，桑福德的面積為4.01平方千米，當中陸地面積為3.29平方千米，而水域面積為0.71平方千米。當地共有人口813人，而人口密度為每平方千米202人。